# معز بخيت
معز عمر بخيت هو أستاذ جامعي سوداني سويدي من أم درمان. حالياً يشغل منصب رئيس (مؤسس) قسم الطب الجزيئي في جامعة الخليج العربي ومدير ومؤسس مركز الأميرة الجوهرة للطب الجزيئي وعلم الوراثة والأمراض الوراثية في مملكة البحرين وطبيب مخ أعصاب في مدينة الملك عبد الله الطبية وقبلذلك مستشفى حمد الجامعي ومستشفى قوة دفاع البحرين.
في 3 يوليو 2025، تم تعيين البروفيسور معز عمر بخيت العوض وزيراً للصحة في حكومة الأمل التي يرأسها د. كامل إدريس 

## السيرة
حصل على بكالوريوس طب وجراحة في عام 1985 من كلية الطب في جامعة الخرطوم والدكتوراه في العلوم الطبية عام 1993 من معهد كارولنسكا في ستوكهولم عاصمة السويد. كما حصل على التخصص في علم الأعصاب السريري في عام 1993 من المجلس السويدي للصحة والرعاية الاجتماعية.
بخيت نشر أكثر من 150 بحث علمي في المجلات العلمية عالية التقييم مع العديد من براءات الاختراع الدولية. هو عضو نشط في العديد من الجمعيات الطبية العلمية الدولية.
في مجال الأدب والفكر نشر بخيت ستة عشر كتاب شعر والتي تم جمعها مؤخرا في أربعة مجموعات كاملة من الشعر. شارك في أكثر من 100 قصيدة المهرجانات الدولية والوطنية والإقليمية ووحصل على عدة جوائز.
لديه أيضا العديد من المساهمات الإبداعية في العديد من المحافل الثقافية والفكرية في بلدان مختلفة من العالم مثل مهرجان ميرباد في العراق في عام 1987 ومهرجان الرمثا الثالث عشر للشعر العربي في الأردن 13-18 أغسطس 2007. قدم العديد من القصائد في العديد من المدن العربية وأوروبا والأمريكتين وآسيا واستضافته العديد من أجهزة التلفاز والإذاعة والقنوات الفضائية العربية والغربية.
هو أحد مؤسسي الجمعية العربية السويدية الثقافية ورئيس جمعية الثقافة والسكرتير الثقافي لرابطة طلاب الطب في جامعة الخرطوم ومقدم برامج تلفزيونية في السودان من عام 1985 حتى عام 1989 ومؤسس منتدى الثقافية الكبرى على شبكة الإنترنت.
في الصحافة والإعلام فإن بخيت لديه العديد من إصدارات الكتابات والمقالات والقصائد منذ بداية الثمانينات في المرحلة الجامعية وحتى الآن.
بخيت هو مؤسس الحركة السودانية من أجل التغيير.